# No Mean City
Albums de Nazareth
Expect No Mercy
(1977) Malice In Wonderland
(1980)
No Mean City est le dixième album studio du groupe écossais Nazareth, sorti en janvier 1979.
Le titre de l'album vient du roman de 1935 de H. Kingsley Long et Alexander McArthur.
Le guitariste Zal Cleminson vient compléter le groupe, le passant pour la première fois à cinq membres.

## No Mean City
1. Just To Get Into It (Agnew/Charlton/McCafferty/Sweet) [4 min 21 s]
2. May The Sunshine (Agnew/Charlton/McCafferty/Sweet) [4 min 52 s]
3. Simple Solution (Parts 1&2) (Zal Cleminson) [4 min 58 s]
4. Star (Manny Charlton/Dan McCafferty) [4 min 53 s]
5. Claim To Fame (Manny Charlton) [4 min 26 s]
6. Whatever You Want Babe (Manny Charlton) [3 min 41 s]
7. What's In It For Me (Manny Charlton) [4 min 16 s]
8. No Mean City (Parts 1&2) (Agnew/Charlton/McCafferty/Sweet) [6 min 24 s]
9. May The Sunshine (Bonus - single version) [3 min 31 s]
10. Snaefell (Bonus) (Manny Charlton/Zal Cleminson) [3 min 37 s]

## Musiciens
- Dan McCafferty (chant)
- Manny Charlton (guitare)
- Zal Cleminson (en) (guitare)
- Pete Agnew (en) (basse)
- Darrell Sweet (en) (batterie)

## Crédits
- Produit par Manny Charlton
- Enregistré au Ballastowell Farm (Île de Man) avec The Maison Rouge Mobile par Tom Taverner assisté de Colin Leggett
- Mixé au Mountain Recording Studio (Montreux, Suisse) (ingénieur assistant Martin Pearson)
- Dessin : Frank Frazetta
- Pochette dessin : Rodney Matthews